# Карский (Челябинская область)
Карский — упраздненный в 2023 году населённый пункт в Троицком районе Челябинской области России. На год своего упразднения, входил в состав Яснополянского сельского поселения.

## География
Находится в 103 км от Челябинска, на железнодорожной линии Челябинск— Троицк.

## История
До 1996 относился к Карталинскому отделению ЮУЖД.
Упразднён постановлением Законодательного Собрания Челябинской области №1808 от 24 августа 2023 года.

## Население
| 1970 | 1977 | 1983 | 2002 | 2010 | 2021 |
| ---- | ---- | ---- | ---- | ---- | ---- |
| 12   | →12  | ↘11  | ↘7   | ↘0   | →0   |